# Фридрих фон Заксен (тевтонски велик магистър)
Фридрих Саксонски (на немски: Friedrich von Sachsen) от династията Ветин е тридесет и шестият Велик магистър на рицарите от Тевтонския орден.
След военното поражение при Грюнвалд и Втория Торунски мирен договор от 1466 тевтонският орден е васално подчинен на Полското кралство. Изборът на Фридрих за предводител на ордена е резултат на идеята на предшественика му Йохан фон Тифен – за Велик магистър да бъде избиран имперски принц, на когото владетелското достойнство не позволява да се подчинява на полския крал. Въпреки че Фридрих е и братовчед с управляващата полска династия Ягелони, междудържавното напрежение не е намалено.